# Joan Morgan

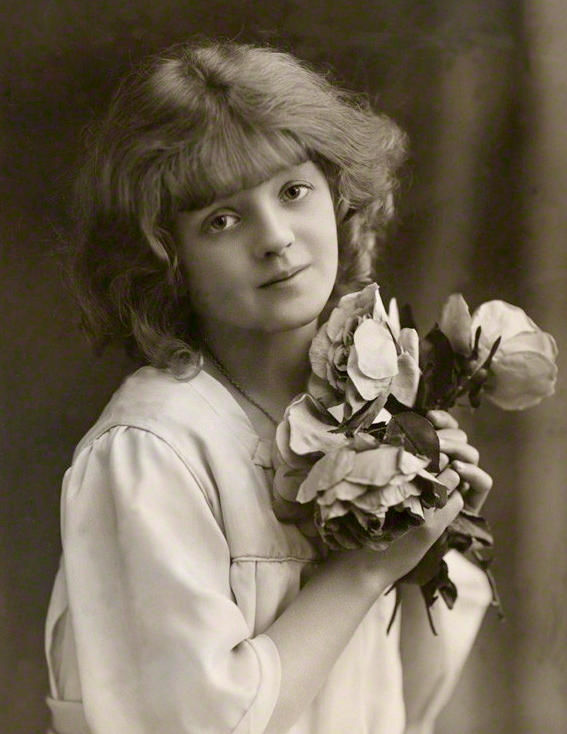
Joan Morgan, 1917

Joan Morgan (* 1. Februar 1905 in Kent, England; † 22. Juli 2004 in Henley-on-Thames) war eine britische Filmschauspielerin und später unter dem Pseudonym Joan Wentworth Wood Drehbuchautorin. Ihr Vater war der Regisseur Sidney Morgan.
Sie trat ab 1914 in Produktionen ihres Vaters auf, der nach dem Ersten Weltkrieg ein Filmstudio in Shoreham-by-Sea eröffnete. Ein Angebot aus Hollywood konnte die noch minderjährige Schauspielerin nicht annehmen, da ihr Vater intervenierte. Ihre Schauspielerkarriere endete mit Aufkommen des Tonfilms, sie begann stattdessen Stücke und Drehbücher zu schreiben. Die meisten waren wieder Produktionen ihres Vaters, doch sie hatte auch mit Henry Edwards’ The Flag Lieutenant (1932) einen Achtungserfolg. Ende der 1950er Jahre verließ sie das Filmgeschäft endgültig. Ihre Erinnerungen erzählte sie in den 90er Jahren in Interviews für Fernsehdokumentationen, darunter für Kino Europa: Das andere Hollywood (1996) von Kevin Brownlow und David Gill.

## Filme
- 1913: The Cup Final Mystery
- 1915: The World’s Desire and The Perils of Divorce
- 1916: Drink
- 1919: Two Little Wooden Shoes
- 1920: Little Dorrit
- 1920: Lady Noggs: Peeress
- 1931: Her Reputation
- 1951: Armstrong Circle Theatre (Fernsehserie)